# Nørre Vedby Sogn
Nørre Vedby Sogn var et sogn i Falster Provsti (Lolland-Falsters Stift). Sognet indgik 1. januar 2020 i Nordvestfalster Sogn
I 1695-1915 var Nørre Alslev Sogn anneks til Nørre Vedby Sogn. De dannede sognekommunen Nørre Vedby-Nørre Alslev. Den blev senere opløst, og Nørre Kirkeby Sogn, som havde dannet sognekommune med Stadager Sogn, kom sammen med Nørre-Alslev.  Alle 4 sogne hørte til Falsters Nørre Herred i Maribo Amt. Ved kommunalreformen i 1970 blev de 2 sognekommuner Nørre Vedby og Nørre Alslev-Nørre Kirkeby indlemmet i Nørre Alslev Kommune, der ved strukturreformen i 2007 indgik i Guldborgsund Kommune.
I Nørre Vedby Sogn ligger Nørre Vedby Kirke fra Middelalderen og Gyldenbjerg Kirke fra 1889.
I sognet findes følgende autoriserede stednavne:
- Dyrefod (areal)
- Egelev (bebyggelse, ejerlav)
- Frihedsminde (ejerlav, landbrugsejendom)
- Gammel Orehoved (bebyggelse)
- Gyldenbjerg (bebyggelse)
- Gåbense (bebyggelse)
- Kristianssæde (ejerlav, landbrugsejendom)
- Kristianssæde Skov (areal, ejerlav)
- Nørre Grimmelstrup (bebyggelse, ejerlav)
- Nørre Vedby (bebyggelse, ejerlav)
- Orehoved (bebyggelse, ejerlav)
- Orenæs (landbrugsejendom)
- Riserup (bebyggelse, ejerlav)
- Rødeled (bebyggelse)
- Skørringe Skovhuse (bebyggelse)
- Smalby (bebyggelse)
- Sortekammer (bebyggelse)
- Storholm (bebyggelse)
- Ulriksdal (landbrugsejendom)
- Vester Skørringe (bebyggelse, ejerlav)
- Vålse Vig (bebyggelse, vandareal)
- Øster Skørringe (bebyggelse, ejerlav)